# Turandot
Cet article concerne l'opéra de Puccini. Pour celui de Busoni, voir Turandot (Busoni). Pour les tableaux de Jawlensky, voir Turandot (Jawlensky).
Personnages
- La princesse Turandot (soprano dramatique) : Rosa Raisa
- Altoum, empereur de Chine, son père (ténor)
- Timur, roi de Tartarie en exil (basse) : Carlo Walter
- Calaf, le « prince inconnu », son fils (ténor lyrique) : Miguel Fleta
- Liú, jeune esclave, guide de Timur (soprano lyrique) : Maria Zamboni
- Ping, grand chancelier de Chine (baryton)
- Pang, grand maître des provisions (ténor)
- Pong, grand maître de la cuisine impériale (ténor)
- Un mandarin (baryton)
- Le Bourreau (rôle muet)
- Le jeune prince de Perse (ténor)

Airs
- « Signore, ascolta! » - Liú (acte I)
- « Non piangere, Liú! » - Calaf (acte I)
- « In questa reggia » - Turandot (acte II)
- Scène des énigmes : « Straniero, ascolta! » - Turandot, Calaf (acte II)
- « Nessun dorma » - Calaf (acte III)
- Mort de Liú : « Tanto amore, segreto… Tu, che di gel sei cinta » - Liú (acte III)
- « Principessa di morte! » - Turandot, Calaf (acte III)

Turandot est un opéra en trois actes et cinq tableaux de Giacomo Puccini, sur un livret de Giuseppe Adami et Renato Simoni d'après Carlo Gozzi, créé le 25 avril 1926 à la Scala de Milan sous la direction de Toscanini. Il est inspiré de la comédie de Carlo Gozzi intitulée Turandot, déjà mise en musique en 1917 par Ferrucio Busoni sous le même nom de Turandot.
Parmi ses airs les plus connus, on compte Nessun dorma au début de l'acte III.

## Les différentes versions de la dernière scène
La dernière scène de cette œuvre, laissée inachevée de Puccini, mort en 1924, a été complétée par Franco Alfano. La version courte de ce final est celle qui est généralement jouée dans tous les théâtres. Il existe une version plus longue et plus complète de la main d'Alfano, sans les coupures imposées par Toscanini, exhumée par l'enregistrement en studio et une représentation en 2022, à l'Accademia Santa Cecilia de Rome sous la direction d'Antonio Pappano. Une autre version de cette scène, composée par Luciano Berio a été créée le 25 mai 2002 à l'Opéra de Los Angeles sous la direction de Kent Nagano. Une troisième version a été composée par Hao Weiya et jouée en Corée du Sud en 2011, avec Lee Hwa-Young en Turandot et Rudy Park en Calaf. Une quatrième version de la dernière scène est également proposée en création mondiale au Kennedy Center en mai 2024, composée par Christopher Tin sur un livret complémentaire de Susan Soon He Stanton.

## Personnages
| Personnage | Type de voix                    | Interprète lors de la création |
| --- | ------------------------------- | ------------------------------ |
| Turandot, princesse de Chine | soprano dramatique              | Rosa Raisa                     |
| Altoum, empereur de Chine, père de Turandot | ténor                           |                                |
| Calaf, le « prince inconnu » | ténor (le plus souvent lyrique) | Miguel Fleta                   |
| Timur, roi détrôné des Tartares, en exil, père de Calaf | basse                           | Carlo Walter                   |
| Liù, jeune esclave, guide de Timur | soprano lyrique                 | Maria Zamboni                  |
| Ping, grand chancelier de Chine | baryton                         |                                |
| Pang, grand maître des provisions | ténor                           |                                |
| Pong, grand maître de la cuisine impériale | ténor                           |                                |
| Un mandarin | baryton                         |                                |
| Le bourreau | rôle muet                       |                                |
| Le jeune Prince de Perse | ténor                           |                                |
| Gardes impériaux, serviteurs du bourreau, prêtres, mandarins, dignitaires, huit savants, servantes de Turandot, soldats, porte-drapeaux, musiciens, ombre des morts, la foule (chœur, orchestre) | Chœur                           |                                |

## Argument

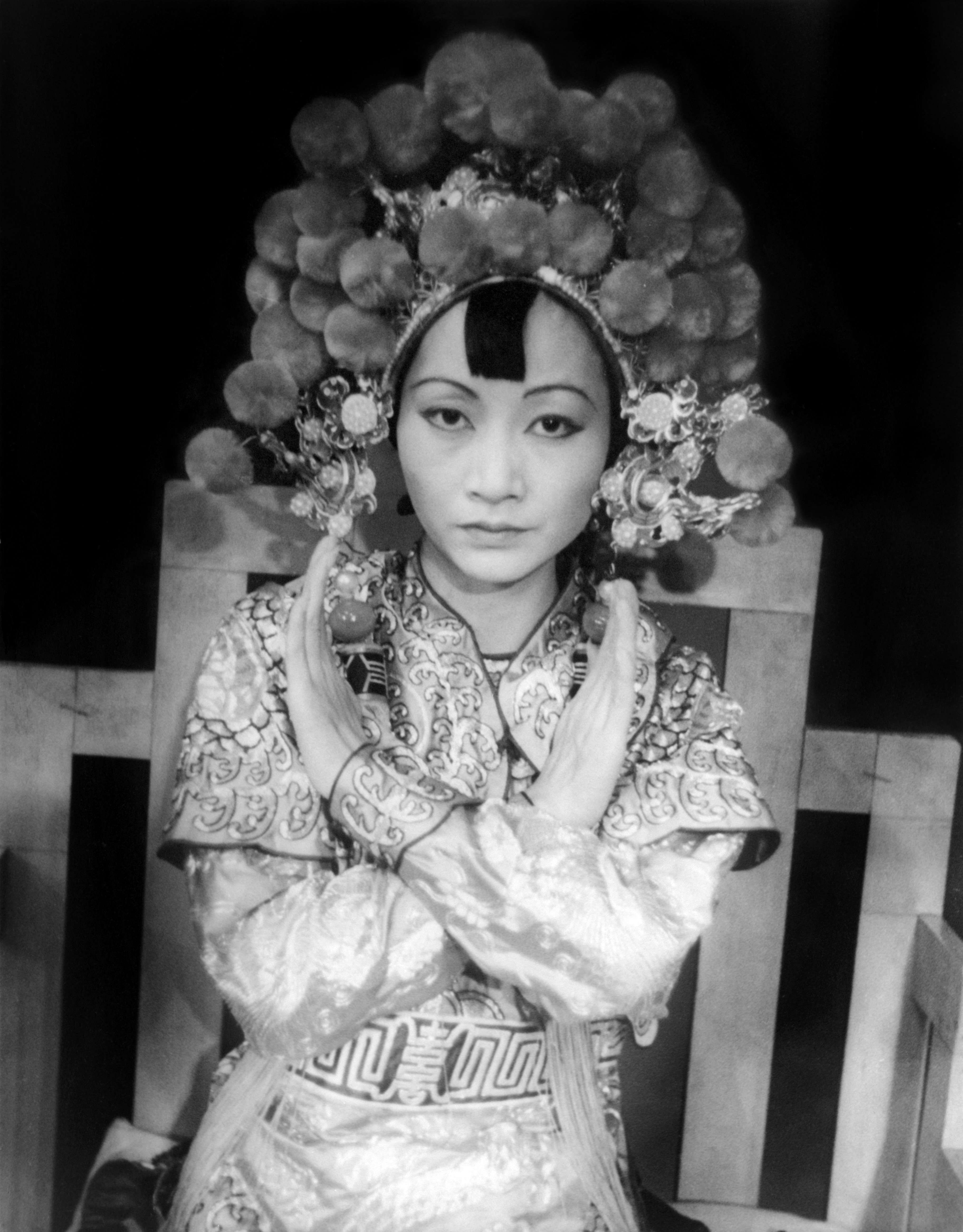
Anna May Wong interprétant le rôle de Turandot

### Acte I
Dans une Chine médiévale imaginaire, la cruelle princesse Turandot, fille de l'empereur et dont la beauté est légendaire, attire à Pékin de nombreux prétendants qui doivent se soumettre à une terrible épreuve : s’ils élucident les trois énigmes que leur propose la princesse, ils gagnent la main de celle-ci, ainsi que le trône de Chine ; s’ils échouent, c’est la décapitation qui les attend.
Au moment où l’exécution du prince de Perse est imminente, un Prince alors inconnu arrive à Pékin et retrouve par hasard son père, roi de Tartarie déchu, en exil et devenu aveugle, ainsi que sa jeune guide Liú qui aime le Prince en secret depuis qu’un jour celui-ci lui a souri, à elle, une esclave.
Le Prince inconnu condamne fermement la barbarie de la princesse mais, lorsque celle-ci apparaît, sublime, impassible, pour ordonner d’un geste la mise à mort, il en tombe fou amoureux, perd la raison et se précipite, au mépris des imprécations de son père, des larmes de Liù et des conseils cyniques des trois ministres, pour frapper le gong de trois coups qui le déclarent candidat aux énigmes.

### Acte II
1er tableau
Les trois ministres Ping, Pang et Pong aspirent à des temps plus paisibles, se rappelant les bons moments passés dans leurs villages respectifs, et souhaitent que Turandot connaisse enfin l'amour, alors qu'ils pensent que les cimetières vont continuer à se remplir.
2e tableau
L'épreuve des énigmes a lieu. Avant de proposer les énigmes, Turandot explique pourquoi elle ne veut pas se marier, et l'on apprend que son ancêtre, Lou-ling, princesse de Pékin à la voix pure et fraîche, a été tuée par un prince étranger. Turandot veut venger Lou-ling en tuant tous les prétendants.
Les trois réponses aux énigmes sont : l'espérance, le sang et Turandot elle-même.
Le Prince sort vainqueur. Face à Turandot, désemparée, il accepte généreusement de la libérer de son engagement si elle parvient à connaître son nom avant le lendemain, à l'aube.

### Acte III
1er tableau
C'est la nuit. Le Prince attend le jour plein d'espérance. Ping, Pang et Pong tentent vainement d'apprendre son nom en faisant des marchés au Prince, puis torturent Liù, qui déclare qu'elle seule connaît l'identité de l'étranger. Elle se poignarde pour sauver le Prince et emporte le secret dans la tombe.
À l'aube, resté seul avec Turandot, le Prince lui reproche sa cruauté avant de l'embrasser. Turandot lui révèle ensuite qu'elle l'a à la fois aimé et haï, mais lui demande de partir. Le Prince refuse et lui révèle son nom : Calaf, remettant ainsi son sort entre ses mains. 
2e tableau
Devant l'empereur et tout le peuple rassemblé, Turandot déclare qu'elle connaît le nom de l'inconnu : il s'appelle « Amour ». La foule acclame les fiancés.

## Airs célèbres
Acte I
- « Là sui monti dell'Est » — tiré du classique chinois du XVIIIe siècle, Mo Li Hua (茉莉花)
- « Signore, ascolta! » — Liù
- « Non piangere, Liù! » — Calaf

Acte II
- « In questa reggia » — Turandot
- Scène des énigmes : « Straniero, ascolta! » — Turandot, Calaf

Acte III
- « Nessun dorma » — Calaf
- Mort de Liú : « Tanto amore, segreto… Tu, che di gel sei cinta » — Liú
- « Principessa di morte! » — Turandot, Calaf
- « Mio Fiore » —Turandot, Calaf

## Analyse de l'œuvre

### Sources
Turandot est à l’origine une « fable théâtrale » écrite par Carlo Gozzi en 1762, bien plus connue de nos jours dans ses diverses adaptations musicales. Carl Maria von Weber a composé l’accompagnement de l’adaptation théâtrale de Schiller, tandis que Ferruccio Busoni a écrit une Suite orchestrale basée sur Turandot (1904), ensuite réutilisée dans son opéra homonyme (1917).
L'intrigue repose sur une légende persane médiévale. Le nom de l'héroïne, Turandot, signifie « fille de Touran » (l'Asie centrale et, par extension, la Chine) ; il apparaît dans les Mille et Un Jours de François Pétis de la Croix (1710). Le prince y est nommé Khalaf, voisin de l'arabe « khalîfa » : calife, successeur au trône (de Chine).
Les noms des deux rois sont en revanche différents dans l'opéra et le conte. Altoum évoque l'or (« altın » en turc, « alt(an) » en mongol ; allusion à la deuxième dynastie Jin, toungouse, dont le nom (金) signifie « or » en chinois). Timur évoque le fer (« demir » en turc], « tömör » en mongol).

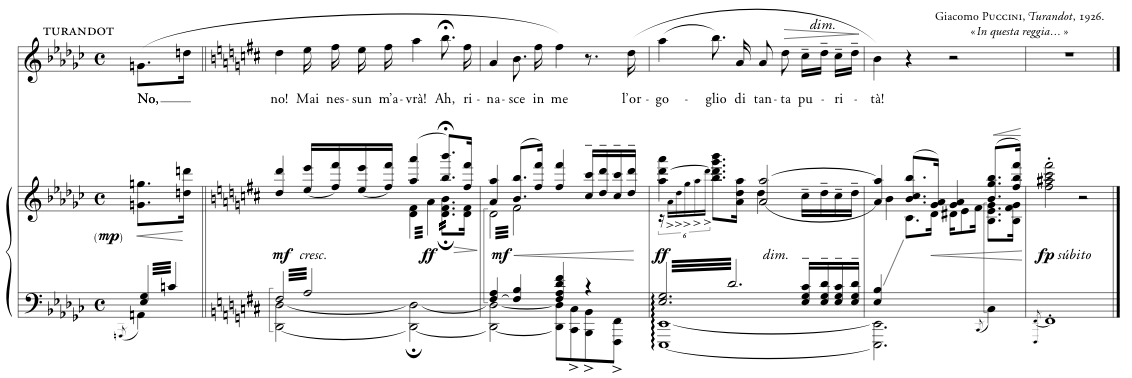
Extrait de l’aria In questa reggia.

### Composition

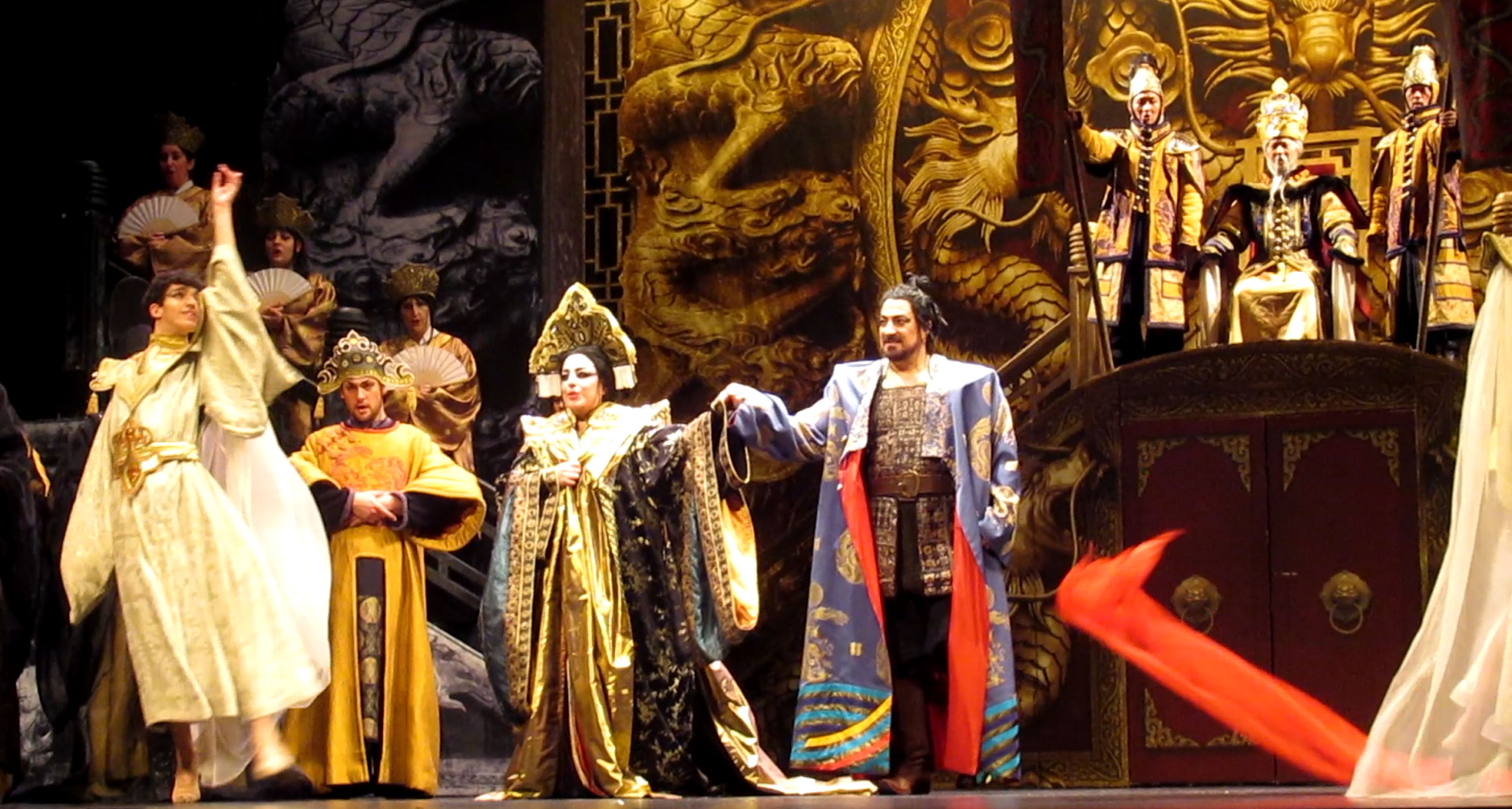
Turandot de Puccini joué à l’opéra de Massy le 14 avril 2023 avec Chrystelle Di Marco dans le rôle titre, Eduardo Sandoval dans le rôle de Calàf, mise en scène d’Aquiles Machado, avec il Coro Lirico Siciliano, la troupe espagnole d’Opera 2001, l’orchestre philharmonique de Massy dirigé par Constantin Rouits.

La partition de Giacomo Puccini est restée inachevée à la mort du compositeur, emporté le 29 novembre 1924 par un cancer de la gorge, et fut complétée par Franco Alfano au moyen de quelques notes laissées par Puccini. Cette version du final n'a cependant jamais fait l'unanimité ; ainsi lors de la première, qui eut lieu le 25 avril 1926 à La Scala de Milan, sous la direction d’Arturo Toscanini, le chef d’orchestre, juste après l’air de Liú « Tu, che di gel sei cinta », déposa sa baguette, se tourna vers le public et dit : « C’est ici que Giacomo Puccini a interrompu son travail. La mort, cette fois, fut plus forte que l'art. » La salle resta silencieuse quelques instants avant d'éclater en une formidable ovation. Dans les représentations qui suivirent, Toscanini dirigea cependant une version écourtée du final d'Alfano, qui est devenue la version la plus jouée et enregistrée à ce jour.
La version complète composée par Franco Alfano sur la base des notations laissées par Puccini, dite Alfano 1, a été enregistrée en studio dans l'auditorium de la Santa Cecilia à Rome en février 2022 sous la direction musicale d'Antonio Pappano avec Sondra Radvanovsky, Jonas Kaufmann et Ermonella Jaho. Le CD est sorti le 10 mars 2023, constitue une « première », cette version complète n'ayant jamais été enregistrée auparavant. Elle comprend 379 mesures de plus que l'œuvre telle que Puccini l'avait laissée à sa mort et 109 mesures de plus que la version généralement donnée depuis la Première. Elle est reprise en décembre 2023 à l'Opéra de Vienne, dans une mise en scène de Claus Guth, avec Asmik Grigorian dans le rôle titre et Jonas Kaufmann en Calaf.
Il existe d'autres versions du final, notamment celle du compositeur Luciano Berio, créée en concert le 24 janvier 2002 à Las Palmas (Canaries), par le Royal Concertgebouw Orchestra sous la direction de Riccardo Chailly, puis intégrée à l'œuvre le 25 mai 2002 à l'Opéra de Los Angeles.

### Accueil
La valeur de Turandot dans l'œuvre de Puccini est encore discutée, deux positions se faisant jour. La première tient Turandot pour le chef-d'œuvre du compositeur italien. Dans son ouvrage Mille et un opéras, Piotr Kamiński écrit ainsi : « Turandot demeure le chef-d'œuvre de son auteur » et cite comme arguments l'excellence de « l'envergure dramatique et la variété des styles », l'audace et la modernité du « langage harmonique », la force de « l'atmosphère orientale » et le « souffle sans précédent de l'écriture chorale ». À l'inverse, Marcel Marnat, dans son étude sur Puccini, voit dans Turandot une œuvre inachevée et inégale, dont seul le premier acte lui semble véritablement comparable aux autres grandes œuvres de Puccini.

## Productions
Parmi les productions récentes, on peut retenir celle de septembre 1998, dont huit représentations furent données dans la Cité interdite à Pékin en république populaire de Chine. Il s’agissait d’une coproduction internationale dirigée par Zubin Mehta, mise en scène par Zhang Yimou et riche d’un nombre impressionnant de figurants, dont notamment des soldats de l’Armée populaire de libération.

## Discographie
| Année | Turandot           | Calaf               | Liù                   | Timur                 | Orchestre                                                                                  | Direction                               | Label                      |
| ----- | ------------------ | ------------------- | --------------------- | --------------------- | ------------------------------------------------------------------------------------------ | --------------------------------------- | -------------------------- |
| 1938  | Gina Cigna         | Francesco Merli     | Magda Olivero         | Luciano Neroni        | Chœur et orchestre de la Rai de Turin                                                      | Franco Ghione                           | Warner-Fonit               |
| 1955  | Inge Borkh         | Mario del Monaco    | Renata Tebaldi        | Giorgio Tozzi         | Chœur et orchestre de l'Académie Sainte Cécile                                             | Alberto Erede                           | Decca                      |
| 1956  | Christel Goltz     | Hans Hopf           | Teresa Stich-Randall  | Wilhelm Schirp        | Chœur et Orchestre symphonique de la WDR de Cologne                                        | Sir Georg Solti                         |                            |
| 1958  | Maria Callas       | Eugenio Fernandi    | Elisabeth Schwarzkopf | Nicola Zaccaria       | Chœur et orchestre de la Scala de Milan                                                    | Tullio Serafin                          | EMI Classics               |
| 1959  | Birgit Nilsson     | Jussi Björling      | Renata Tebaldi        | Giorgio Tozzi         | Chœur et orchestre de l'Opéra de Rome                                                      | Erich Leinsdorf                         | RCA Victor                 |
| 1961  | Sigrid Ekkehard    | Hermin Esser (de)   | Irmgard Arnold (de)   | Herbert Rößler        | Rundfunk-Sinfonieorchester Berlin                                                          | Horst Stein                             | Eterna Philips             |
| 1961  | Birgit Nilsson     | Giuseppe Di Stefano | Leontyne Price        | Nicola Zaccaria       | Chœur et orchestre du Wiener Staatsoper                                                    | Francesco Molinari-Pradelli             | Orfeo                      |
| 1961  | Birgit Nilsson     | Franco Corelli      | Anna Moffo            | Bonaldo Giaiotti      | Chœur et orchestre du Metropolitan Opera                                                   | Leopold Stokowski                       |                            |
| 1964  | Birgit Nilsson     | Franco Corelli      | Galina Vishnevskaya   | Nicola Zaccaria       | Chœur et orchestre du théâtre de la Scala de Milan                                         | Gianandrea Gavazzeni                    | Myto Records               |
| 1965  | Birgit Nilsson     | Franco Corelli      | Renata Scotto         | Bonaldo Giaiotti      | Chœur et orchestre de l'Opéra de Rome                                                      | Francesco Molinari-Pradelli             | EMI Classics               |
| 1972  | Joan Sutherland    | Luciano Pavarotti   | Montserrat Caballé    | Nicolai Ghiaurov      | Ambrosian Singers, Orchestre philharmonique de Londres                                     | Zubin Mehta                             | Decca                      |
| 1977  | Montserrat Caballé | Luciano Pavarotti   | Leona Mitchell        | Giorgio Tozzi         | Chœur et orchestre de l'opéra de San Francisco                                             | Riccardo Chailly                        |                            |
| 1977  | Montserrat Caballé | José Carreras       | Mirella Freni         | Paul Plishka          | Chœur de l'Opéra du Rhin, Orchestre philharmonique de Strasbourg                           | Alain Lombard                           | EMI Classics               |
| 1982  | Katia Ricciarelli  | Placido Domingo     | Barbara Hendricks     | Ruggero Raimondi      | Orchestre philharmonique de Vienne, Chœur du Wiener Staatsoper, Petits Chanteurs de Vienne | Herbert von Karajan                     | Deutsche Grammophon        |
| 1983  | Eva Marton         | José Carreras       | Katia Ricciarelli     | John-Paul Bogart      | Chœur et orchestre du Wiener Staatsoper, Petits Chanteurs de Vienne                        | Lorin Maazel                            | CBS Records                |
| 1983  | Ghena Dimitrova    | Nicola Martinucci   | Cecilia Gasdia        |                       | Chœur et orchestre des Arènes de Vérone                                                    | Maurizio Arena                          | Warner Music Entertainment |
| 1992  | Eva Marton         | Ben Heppner         | Margaret Price        | Jan-Hendrik Rootering | Chœur Bayerischer Rundfunk, Munich Radio Orchestra                                         | Roberto Abbado                          | RCA Victor                 |
| 1998  | Giovanna Casolla   | Sergej Larin        | Barbara Frittoli      | Carlo Colombara       | Chœur et orchestre du Maggio Musicale Fiorentino                                           | Zubin Mehta                             | RCA Victor                 |
| 2022  | Sondra Radvanovsky | Jonas Kaufmann      | Ermonella Jaho        | Michele Pertusi       | Chœur et orchestre de l'Accademia Santa Cecilia à Rome                                     | Antonio Pappano (enregistrement studio) | Warner Classics            |

## Adaptations filmées et captations
- 1934 : Prinzessin Turandot de Gerhard Lamprecht, sur un scénario de Thea von Harbou, tourné en allemand, avec Käthe von Nagy (Turandot) et Willy Fritsch (Calaf)[13] ;
- 1934 : Turandot, princesse de Chine, de Gerhard Lamprecht et Serge Veber, sur un scénario de Thea von Harbou et Serger Veber, avec Käthe von Nagy (Turandot) et Pierre Blanchar (Calaf) – Cette version française est différente de la précédente (le tournage simultané de deux versions d'un même film n'était pas rare dans les années 1930)[13] ;
- 1958 : Turandot, captation télévisuelle de Mario Lanfranchi, avec Lucille Udovich (Turandot), Franco Corelli (Calaf), Renata Mattioli (Liù), Plinio Clabassi (Timur) - Fernando Previtali (chef d'orchestre) - RAI production - DVD catalogue VAI 2004 (115 min)
- 1983 : Turandot, captation télévisuelle de Brian Large, avec Ghena Dimitrova (Turandot) et Nicola Martinucci (Calaf)
- 1983 : Turandot, captation télévisuelle Rodney Greenberg, tourné à l’Opéra d’État de Vienne, avec Eva Marton (Turandot) et José Carreras (Calaf)
- 1988 : Turandot, captation télévisuelle de Kirk Browning, tournée au Metropolitan Opera de New York, avec Eva Marton (Turandot) et Plácido Domingo (Calaf)
- 1989 : Turandoti, film d'Otar Shamatava, en langue géorgienne
- 1994 : Turandot, captation télévisuelle de Brian Large, tournée à l'opéra de San Francisco, avec Eva Marton (Turandot) et Michael Sylvester (Calaf)
- 1999 : Turandot at the Forbidden City of Beijing, captation télévisuelle d'Hugo Käch et Ruth Käch, avec Giovanna Casolla (Turandot) et Sergej Larin (Calaf)
- 2002 : Turandot, captation télévisuelle de Brian Large, avec Gabriele Schnaut (Turandot) et Johan Botha (Calaf)
- 2005 : Turandot, captation télévisuelle de Zhang Yimou du spectacle donné au Stade de France le 28 mai, avec Irina Gordei, Nicola Martinucci et Yao Hong.
- 2022 : Turandot, captation le 18 juin 2022 au Staatsoper Unter des Linden (opéra d'état) de Berlin, avec Elena Pankratova (soprano), Aida Garifullina (soprano), Siegfried Jerusalem (ténor), René Pape (basse) et Yusif Eyvazov (ténor), sous la direction de Zubin Mehta et dans une mise en scène de Philipp Stölzl et avec la version courte du final signé du compositeur Franco Alfano.